# محرك قابل للتعلم بعلبة الثقاب

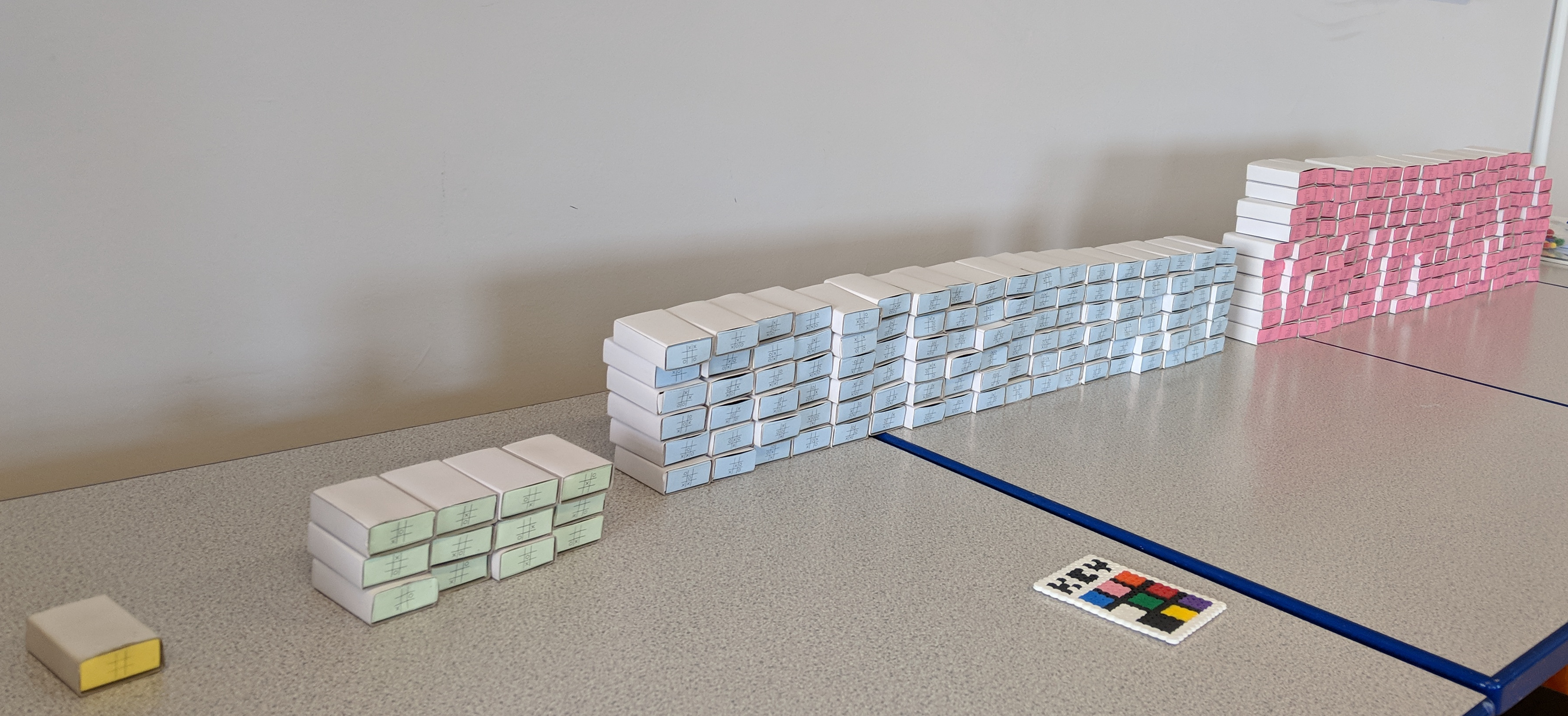
صورة في عام 2015 لمحرك قابل للتعلم بعلبة الثقاب

محرك قابل للتعلم بعلبة الثقاب (بالإنجليزية: Matchbox Educable Noughts and Crosses Engine)‏ عبارة عن حاسوب ميكانيكي مصنوع من 304 علبة أعواد ثقاب حيث صممها وبناها الباحث في الذكاء الاصطناعي دونالد ميتشي في عام 1961، وقد تم تصميمه للعب ضد البشر في لعبة إكس-أو من خلال مراجعة الحركة لأي حالة معينة في اللعب وصقل استراتيجيتها من خلال التعليم معزز.

## وصلات خارجية
- محاكاة لمحرك قابل للتعلم على الإنترنت